# Tyria confluens
Tyria confluens là một loài bướm đêm thuộc phân họ Arctiinae, họ Erebidae.